# Cadera en resorte
En medicina, se designa como cadera en resorte o coxa saltans, a un síndrome benigno que se caracteriza por la existencia de chasquidos al movilizar la articulación de la cadera, los síntomas suelen producirse con determinadas actividades físicas, como caminar, correr, saltar o levantarse de una silla. Los chasquidos pueden ser o no dolorosos y están ocasionados generalmente por el músculo psoas iliaco, el músculo glúteo mayor o la banda iliotibial del músculo tensor de la fascia lata, que al contraerse o relajarse se deslizan sobre la cabeza del fémur, provocando un sonido característico.

## Clasificación

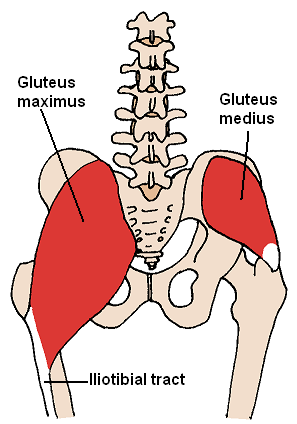
Vista posterior de la región de la cadera donde puede observarse el músculo glúteo mayor, responsable de la cadera en resorte externa.

Existen 3 tipos, dependiendo del lugar anatómico donde se origina el proceso:
- Cadera en resorte externo. Tiene lugar cuando la porción posterior de la banda iliotibial del tensor de la fascia lata o el borde anterior del músculo glúteo mayor se deslizan sobre el trocánter mayor del fémur durante el movimiento de flexión de la cadera.

- Cadera en resorte interno. El chasquido se produce cuando el tendón del psoas iliaco pasa sobre la eminencia iliopectínea o la cabeza del fémur.

- Cadera en resorte intraarticular. Se produce como consecuencia de cuerpos libres intraarticulares, es decir situados en el interior de la articulación coxofemoral.

## Diagnóstico
El diagnóstico se basa en la historia clínica y la exploración médica. Las pruebas de imagen como radiografías o resonancia magnética nuclear solo tienen un valor complementario, salvo en la cadera en resorte intraarticular, en la que puede observarse un cuerpo libre dentro de la articulación coxofemoral.

## Tratamiento
Al tratarse de un proceso benigno, generalmente se utiliza tratamiento conservador basado en recomendar reposo relativo y evitar los movimientos que provocan el chasquido durante varias semanas. Si existe dolor se prescriben en ocasiones medicamentos antiinflamatorios no esteroideos o infiltraciones con corticosteroides. En casos graves que no responden a otras medidas se ha recomendado la cirugía, existen diversas técnicas posibles, una de ellas es el alargamiento de la porción tendinosa del músculo psoas iliaco, realizando una tenotomía parcial a uno o varios niveles.